# (4389) Durbin
Pour les articles homonymes, voir Durbin.
(4389) Durbin est un astéroïde de la ceinture principale.

## Description
(4389) Durbin est un astéroïde de la ceinture principale. Il fut découvert le 1er avril 1976 à Naoutchnyï par Nikolaï Tchernykh. Il présente une orbite caractérisée par un demi-grand axe de 2,92 UA, une excentricité de 0,07 et une inclinaison de 2,8° par rapport à l'écliptique.

## Compléments